# Guido Gómez
Guido Orlando Gómez Mazara (Santo Domingo, República Dominicana, 14 de febrero de 1967) es un abogado, escritor y político dominicano. Ha desempeñado funciones en la administración pública, incluyendo el cargo de Consultor Jurídico del Poder Ejecutivo (2000-2004) y la presidencia del Consejo Directivo del Instituto Dominicano de las Telecomunicaciones (INDOTEL) desde 2024.
En marzo de 2020, luego de diferencias políticas internas con Miguel Vargas Maldonado, renunció al Partido Revolucionario Dominicano y se unió al Partido Revolucionario Moderno (PRM). Posteriormente apoyó la candidatura presidencial de Luis Abinader, quien ganó las elecciones presidenciales del 5 de julio de 2020 con el 52% de los votos.
Buscó la candidatura presidencial para las elecciones de 2024 y oficializó sus aspiraciones en agosto de 2023, convirtiéndose en el principal contrincante del presidente Luis Abinader. Finalmente, el 1 de octubre de 2023, Abinader se impuso con el 90% de los votos.
Es autor de varios libros sobre política y análisis electoral, entre ellos De ahora en adelante y La feria de las hogueras. En la presentación de su obra más reciente, Transición Electoral 1966–1996, estuvieron presentes diversas figuras políticas, incluido el presidente de la República, Luis Abinader.

## Biografía
Guido Gómez Mazara nació en Santo Domingo el 14 de febrero de 1967, hijo de Maximiliano Gómez (fallecido en 1971) y Carmen Ramona Danilda Mazara. Inició sus estudios primarios en el año 1970 a la edad de cuatro años en el Colegio Santa Teresita. Finalizó su educación secundaria en el Colegio La Salle en 1984. Posteriormente, inició la carrera de Derecho en la Universidad Iberoamericana (UNIBE), la cual concluyó en 1989 y obtuvo una Maestría en Ciencias Políticas y Administración Pública en la New School for Social Research, en Nueva York. Realizó estudios de políticas públicas en la Universidad Carlos III de Madrid, España. Es miembro de honor de la Academia Dominicana de Genealogía y Heráldica.
Gómez Mazara contrajo matrimonio en julio de 1994 en la ciudad de Nueva York, con Sandra Ivelisse Nogue, una abogada nacida en Puerto Rico. El matrimonio tuvo tres hijos: Maximiliano Gómez (fallecido), Gabriela Gómez e Isabela Gómez.
En 1990 emigró a Estados Unidos a través de un programa de estudios superiores, enviado por el Dr. José Francisco Peña Gómez, y regresó a la República Dominicana en 1994. Durante su estadía en Nueva York, se desempeñó como director del periódico Listín USA y trabajó en la cadena de televisión Telemundo. En 2001 recibió el Premio Nacional de la Juventud.

## Carrera política
Gómez Mazara inició su carrera política en el Partido Revolucionario Dominicano (PRD), donde ocupó diversos cargos. Se desempeñó como Consultor Jurídico del Poder Ejecutivo durante el gobierno del expresidente Hipólito Mejía (2000-2004). Posteriormente, tuvo diferencias políticas con Miguel Vargas Maldonado, lo que lo llevó a renunciar al PRD en marzo de 2020. Ese mismo mes, Guido Gómez se juramentó en el oficialista Partido Revolucionario Moderno.
En agosto de 2023, oficializó su aspiración a la candidatura presidencial para las elecciones de 2024 por el Partido Revolucionario Moderno, convirtiéndose en uno de los principales aspirantes en las primarias internas del PRM. Tras ser derrotado por Abinader, quien obtuvo el 90% de los votos en dichas primarias, Gómez Mazara respaldó su candidatura a la reelección presidencial. Tras el triunfo de Abinader en las elecciones presidenciales, con el 59% de los votos, lo designó presidente del Consejo Directivo del Instituto Dominicano de las Telecomunicaciones (INDOTEL) en agosto de 2024.

## Obras publicadas
Gómez Mazara ha publicado varios libros sobre política y análisis electoral, entre ellos:
- De ahora en adelante[33]
- La feria de las hogueras[34]
- Transición electoral 1966-1996[35]